# Eparchie lvovsko-sokalská
Eparchie lvovsko-sokalská je eparchie pravoslavné církve Ukrajiny.

## Území a titul biskupa
Zahrnuje správní hranice území Lvovské oblasti.
Eparchiálnímu biskupovi náleží titul biskup lvovský a sokalský.

## Historie
Eparchie byla zřízena 8. září 1992 jakou součást Ukrajinské pravoslavné církve Kyjevského patriarchátu.
Roku 2018 došlo ke spojení s Pravoslavnou církví Ukrajiny.

## Seznam biskupů
- 1992–1993 Andrij (Horak)
- 1993–1993 Volodymyr (Romanjuk)
- 1993–2010 Andrij (Horak)
- od 2010 Dymytrij (Rudjuk)